# Eifelrennen 1950
Résultats de l'Eifelrennen 1950 de Formule 2 qui a eu lieu sur le Nürburgring le 11 juin 1950.

## Classement
| Pos. | no  | Pilote           | Écurie | Voiture                  | Tours | Temps/Abandon    | Grille |
| ---- | --- | ---------------- | ------ | ------------------------ | ----- | ---------------- | ------ |
| 1    | 121 | Fritz Riess      | Privé  | AFM 3 - BMW              | 6     | 1 h 9 min 12 s 9 |        |
| 2    | 125 | Toni Ulmen       | Privé  | Veritas RS Spezial - BMW | 6     | + 9 s 9          |        |
| 3    | 126 | Karl Gommann     | Privé  | AFM 5 - BMW              | 6     | + 4 min 49 s 6   |        |
| Abd. | 123 | Willi Heeks      | Privé  | AFM 2 - BMW              | 2     |                  |        |
| Abd. | 124 | Karl Kling       | Privé  | Veritas III - BMW        | 2     | Piston           |        |
| Abd. | 127 | Hermann Lang     | Privé  | Veritas II - BMW         | 1     |                  |        |
| Abd. | 107 | Heinz-Gerd Jäger | Privé  | Veritas RS - BMW         | 1     | Transmission     |        |

Légende:
- Abd.= Abandon

## Pole position et record du tour
- Pole position :
- Meilleur tour en course :  Fritz Riess (AFM-BMW) en 11 min 9 s 9.